# 요쿨사르글루푸르

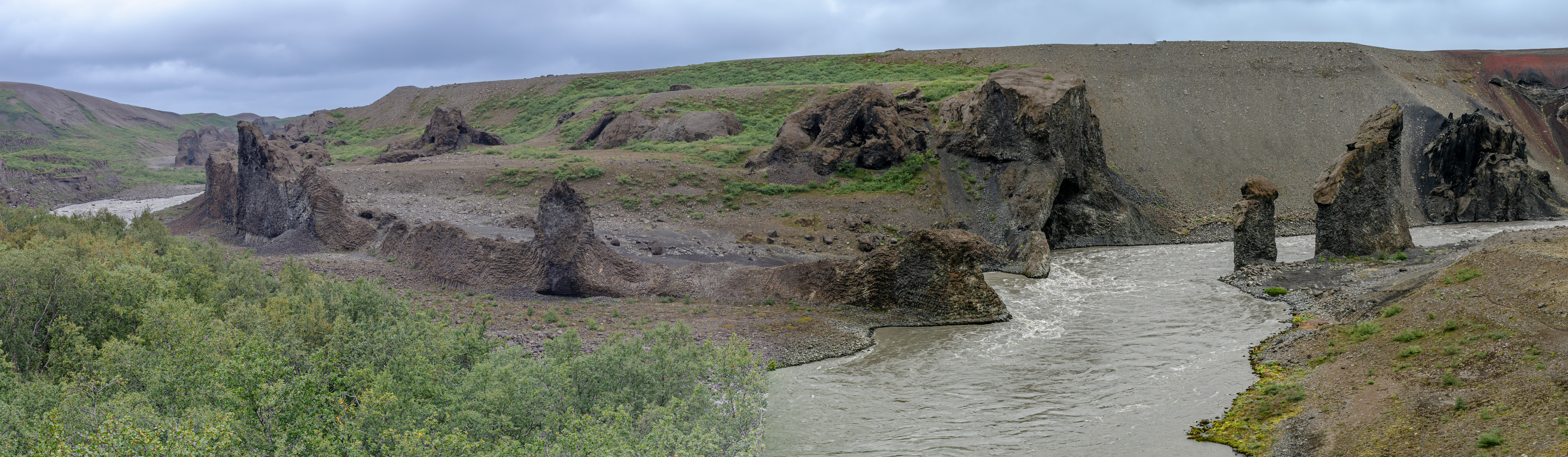
요쿨사르글루푸르

요쿨사르글루푸르(아이슬란드어: Jökulsárgljúfur)는 아이슬란드의 예전 국립공원이다. 요쿨사아푤룸강을 둘러싼 공원으로, 데티포스 북쪽에 자리잡고 있다. 2008년 6월 7일, 바트나이외쿠틀 국립공원의 일부분이 되었다.
공원에 중심에는 Hljóðaklettar라고 불리는 바위가 있다.